# Lee Dong-ha
Lee Dong-ha (1 de diciembre de 1942) es un novelista surcoreano.

## Biografía
Lee Dong-ha nació en Osaka, Japón, y se mudó junto con su familia a Corea después de que la península se emancipó de la dominación japonesa. Creció en Gyeongsan, provincia de Gyeongsang del Norte. Se graduó de Escritura Creativa en la Escuela Sorabol de Arte e hizo un máster de Literatura coreana en la Universidad Konkuk en 1967. Ha trabajado como profesor en la Universidad Chung-Ang.

## Obra
Su carrera como escritor empezó en 1966 al ganar un premio de un periódico de Seúl. Algunas de sus obras son Ciudad de juguete, una novela autobiográfica en tres partes, y Metralla, una recopilación de relatos cortos sobre la posguerra. Ha ganado varios premios, incluyendo el Premio de Escritura de Ficción de Corea en 1977, el Premio de Escritores de Corea en 1983, el Premio Hyundae Munhak en 1986 y el Premio Literario Oh Young-su en 1993.
Sus obras se centran en el daño hecho a un país que ha sufrido el trauma de ver morir a sus seres queridos y que después ha tenido que sufrir la división forzado por las potencias exteriores. Incluso con el éxito económico, no se puede superar el trauma causado por la disolución de miles de años de tradición.

## Obras en  coreano
- “Paisaje blanco” (Hayan punggyeong)
- "Haciendo cálculos” (Gyesanhagi)
- “Un retrato del presente” (Oneurui chosang)
- “Cómo escalar los Alpes” (Alpeuseureul neomneun beop)
- “Las vacaciones y el aguinaldo” (Hyugawa bouneoseu)
- "Un día de verano” (Hail)
- “Una piedra” (Dol)
- “Nieve” (Nun)
- “Pájaro” (Sae).

Recopilaciones
- Ciudad de juguete (Jangnangam dosi, 1982)
- Valle en la oscuridad (Jeomun goljjagi, 1986),
- Un día luminoso y cálido (Balggo ttatteutan nal, 1987)
- Un estudio sobre la violencia (Pongnyeok yeongu, 1987)

## Premios
- Premio de Escritura de Ficción de Corea (1981)
- Premio de Escritores de Corea (1983)
- Premio de Literatura Contemporánea (Hyundae Munhak) (1986)